# Brian Hopkins
Brian Hopkins (sinh ngày 15 tháng 3 năm 1933) là một cựu cầu thủ bóng đá người Anh thi đấu cho Port Vale và Burton Albion trong thập niên 1950.

## Sự nghiệp thi đấu
Hopkins thi đấu cho Đại học Keele trước khi gia nhập đội bóng Port Vale của Third Division South với tư cách nghiệp dư vào tháng 8 năm 1957. Ông có màn ra mắt tại Vale Park trong chiến thắng 6–1 trước Aldershot ngày 21 tháng 12 và thi đấu trận thứ hai với thất bại 1–0 trước Coventry City trên sân Highfield Road vào 4 ngày sau đó (ngày Giáng sinh). Tuy nhiên, ông không bao giờ thi đấu cho Norman Low's "Valiants" lại nữa ở mùa giải 1957–58, và được chuyển đến Burton Albion vào tháng 3 năm 1958.

## Thống kê
Nguồn:
| Câu lạc bộ | Mùa giải | Hạng đấu             | Giải vô địch | Giải vô địch | Cúp FA | Cúp FA | Khác | Khác | Tổng | Tổng |
| Câu lạc bộ | Mùa giải | Hạng đấu             | Trận         | Bàn          | Trận   | Bàn    | Trận | Bàn  | Trận | Bàn  |
| ---------- | -------- | -------------------- | ------------ | ------------ | ------ | ------ | ---- | ---- | ---- | ---- |
| Port Vale  | 1957–58  | Third Division South | 2            | 0            | 0      | 0      | 0    | 0    | 2    | 0    |